# Robert Thomas Cooke
Robert Thomas Cooke, britanski general, * 1897, † 1984.